# Karmelitinnenkloster Saint-Maur
Das Karmelitinnenkloster Saint-Maur (französisch auch: Carmel de Lons-le-Saunier oder Carmel de Franche-Comté) ist ein Kloster der Karmelitinnen in Saint-Maur, Département Jura, im Bistum Saint-Claude in Frankreich.

## Geschichte
Das 1614 in Dole gegründete Karmelitinnenkloster (Rue du Mont Roland Nr. 12, heute unter Denkmalschutz) wurde 1792 durch die Französische Revolution zerstreut. Diesem damals einzigen Karmelitinnenkloster in der Franche-Comté folgten im 19. Jahrhundert die Gründungen Besançon (1853–1997, Rue de la Vieille Monnaie) und Lons-le-Saunier (1863, Rue du Docteur Jean Michel Nr. 260, von Moulins gegründet). 1902 ging der Konvent von Lons-le-Saunier ins Exil nach Brügge, konnte aber nach dem Weltkrieg zurückkehren. 2002 wechselte er in das von dem belgischen Architekten Jean Cosse (1931–2016) gebaute Kloster in Saint-Maur (acht Kilometer südlich von Lons-le-Saunier). Die Adresse ist Route des Carrières.